# Lâcher de ballons lors de la finale de la coupe de France de football 1935-1936
Le lâcher de ballons lors de la finale de la coupe de France de football 1935-1936 est une action féministe réalisée par l'association La Femme nouvelle, à l'instigation de sa fondatrice Louise Weiss, le 3 mai 1936, lors de la finale de la Coupe de France de football 1935-1936 au stade olympique Yves-du-Manoir.

## Description
Des ballons rouges lestés de tracts en faveur du droit de vote des femmes sont lâchés par La Femme nouvelle au cours de la partie de manière qu'ils parviennent en particulier en tribune officielle, où se trouve l'essentiel du pouvoir politique français d'alors, dont Albert Lebrun,,,.

## Contexte
Cette action s'inscrit dans une série d'actions féministes et pacifiques en juin 1936 en faveur du droit de vote des femmes. En particulier :
- Le 1er juin 1936, distribution aux députés des myosotis, fleur qui signifie symboliquement « Ne m'oubliez pas »[réf. nécessaire];
- Le 2 juin 1936, cadeaux aux sénateurs de chaussettes avec l'inscription « Même si vous nous donnez le droit de vote, vos chaussettes seront raccommodées » ;
- Le 28 juin 1936, manifestation au champ de courses de Longchamp, lors du Grand Prix, avec des pancartes portant l'inscription « La Française doit voter » ;
- Le 10 juillet 1936, enchaînement collectif et blocage de la circulation, rue Royale, à Paris.